# Solda (Stelvio)
Solda (Sulden in tedesco) è una frazione del comune italiano di Stelvio, nell'omonima valle, in provincia di Bolzano, a 1.906 m s.l.m.
Nota come stazione turistica di lusso sia nel periodo invernale sia in quello estivo, è posizionata ai piedi del massiccio montuoso dell'Ortles-Cevedale, a cui dà accesso tramite una fitta rete di sentieri, una funivia (Funivia di Solda), una seggiovia (Seggiovia dell'Orso) e una cabinovia (ex Seggiovia Pulpito). Il noto alpinista Reinhold Messner vi ha costruito una delle sedi del suo museo Messner Mountain Museum, Alla fine del mondo, e vi ha importato una dozzina di yak tibetani.
Da Solda è possibile raggiungere il Rifugio Città di Milano (2.581 m) e il Rifugio Payer, quest'ultimo imboccando il sentiero numero 4 dalla chiesetta vecchia; il rifugio (3.029 m s.l.m.) è il punto d'appoggio più alto sulla montagna più alta dell'Alto Adige: l'Ortles (3.905 m s.l.m).

## Monumenti e luoghi d'interesse

### Musei
- Museo della Montagna. Il museo della montagna è un museo che raccoglie testimonianze della storia di Solda dagli albori dell'abitato neolitico fino all’età moderna rinomata meta turistica della nobiltà mitteleuropea soprattutto al Sulden Hotel ora Residence Gran Solda.

### Architetture religiose e storiche d'interesse
- Vecchia chiesa parrocchiale. La vecchia chiesa parrocchiale (Altepfarrkirche) è una costruzione semplice rettangolare, dotata di coro poligonale e di campanile laterale. Nella sua forma attuale risale al XVI secolo, ma la sua esistenza risale almeno al XIV secolo, visto che viene nominata per la prima volta già nel 1369 e sulla parete nord-ovest rimangono frammenti pittorici probabilmente di quell'epoca[1]. La pala d'altare, raffigurante santa Gertrude, è opera del pusterese Johann Siess (1851). Sulle pareti sono invece rappresentate la via crucis e la sepoltura di Gesù (1558)[1].
- Chiesa di Santa Geltrude, nuova parrocchiale che sorge poco distante da quella vecchia ed è di dimensioni notevolmente maggiori.
- Nuova chiesa Evangelica. La nuova chiesa evangelica è una costruzione semplice rettangolare disegnata dalla mano felice dell’Arch. Otto Schmidt. Posizionata lungo la passeggiata ombrosa che porta al bagno degli orsi è meta di pellegrinaggio durante la stagione estiva.
- Residence Gran Solda (Sulden Hotel) Residenza da sempre delle nobiltà mitteleuropea l'edificio progettato dall'architetto Otto Schmit è stato meta del turismo alpino da quando il turismo era diffuso nelle corti europee e non appannaggio di tutti per i costi elevati dei viaggi. L'edificio che vanta ancora la forma iniziale è stato oggetto di ammodernamento nel 1975, seguendo la tradizione, ospita ancora esponenti dell'aristocrazia europea e dell'alta borghesia.
- Hotel Post. Antica meta di posta per i cavalli è uno dei più rinomati hotel di Solda. Ornato da raffigurazioni della vita soldana di un tempo (celebre l'immagine del contadino che mangia con l'orso nella stessa ciotola) l'Hotel è anch'esso ristoro per l'ospite soldano.

## Turismo e società
Solda è stata meta di soggiorno di star della musica mondiale come Michael Jackson e il soprano Magda Olivero, sportivi come Diego Armando Maradona e lo sciatore Rolando Thoni, personalità politiche come Angela Merkel.
Nel 1990 la località fu sfruttata per alcune scene del film Le comiche, con Paolo Villaggio e Renato Pozzetto.

## Galleria d'immagini

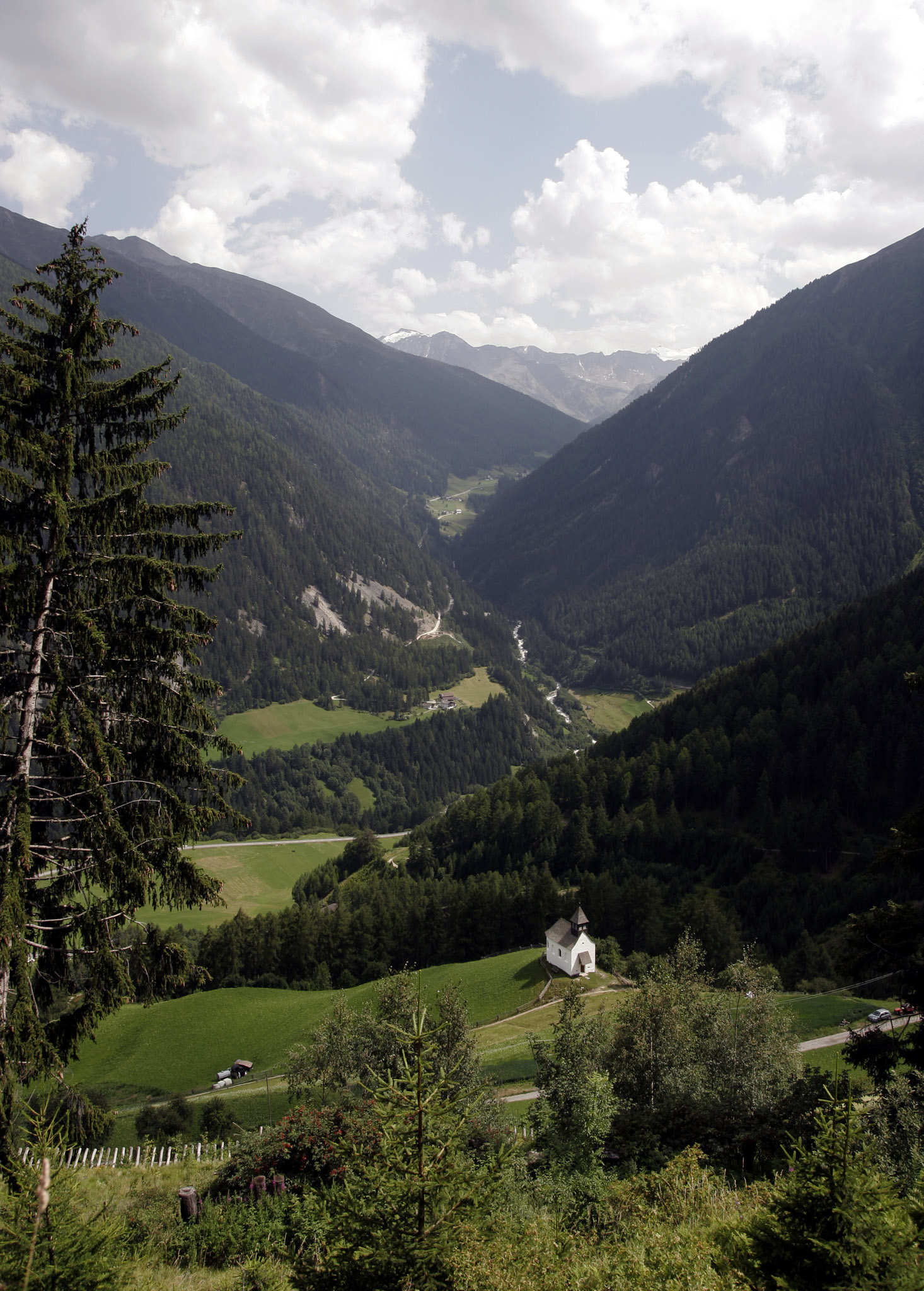
Ingresso della val di Solda vista dallo Stelvio
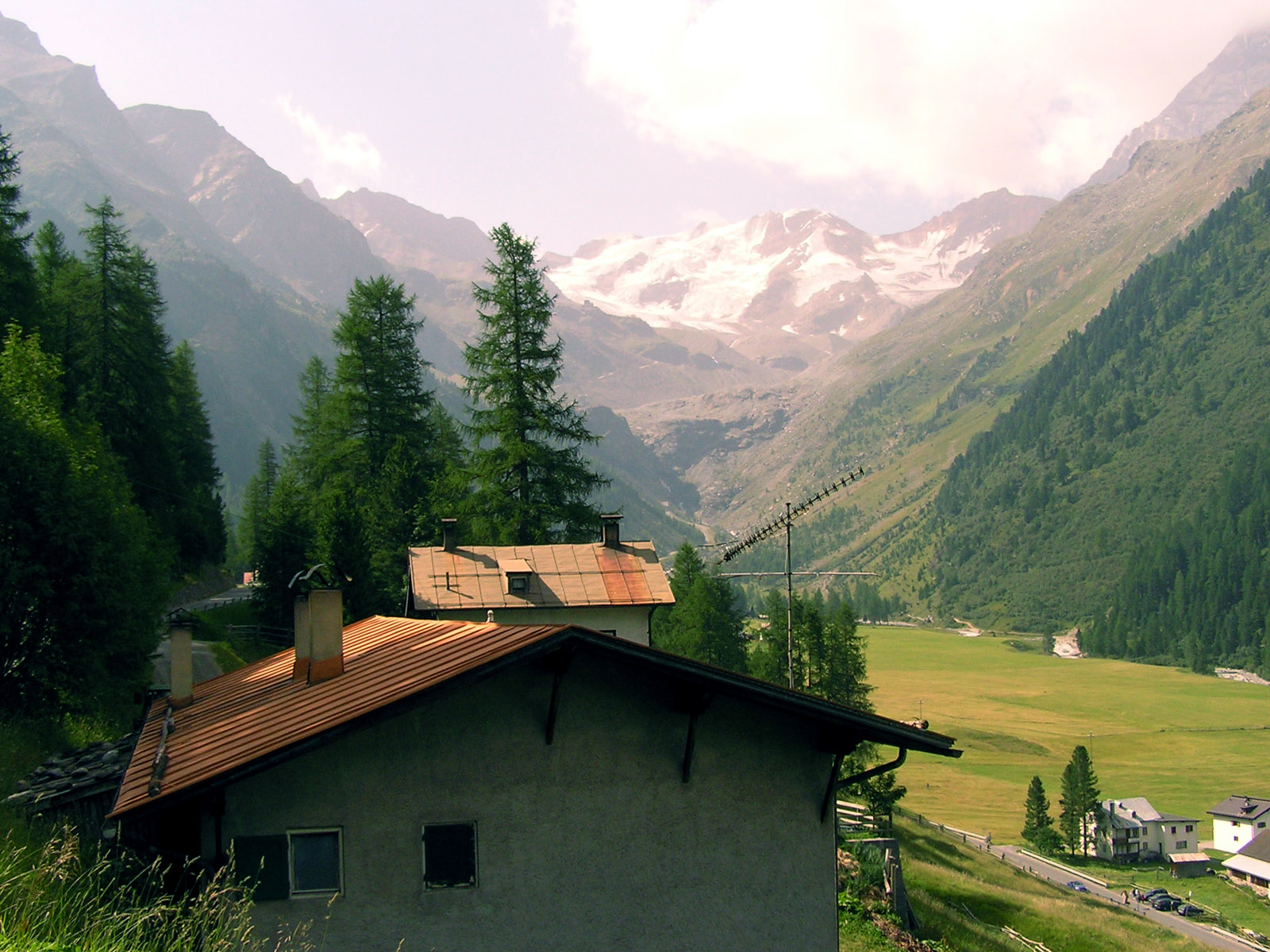
Vista della valle
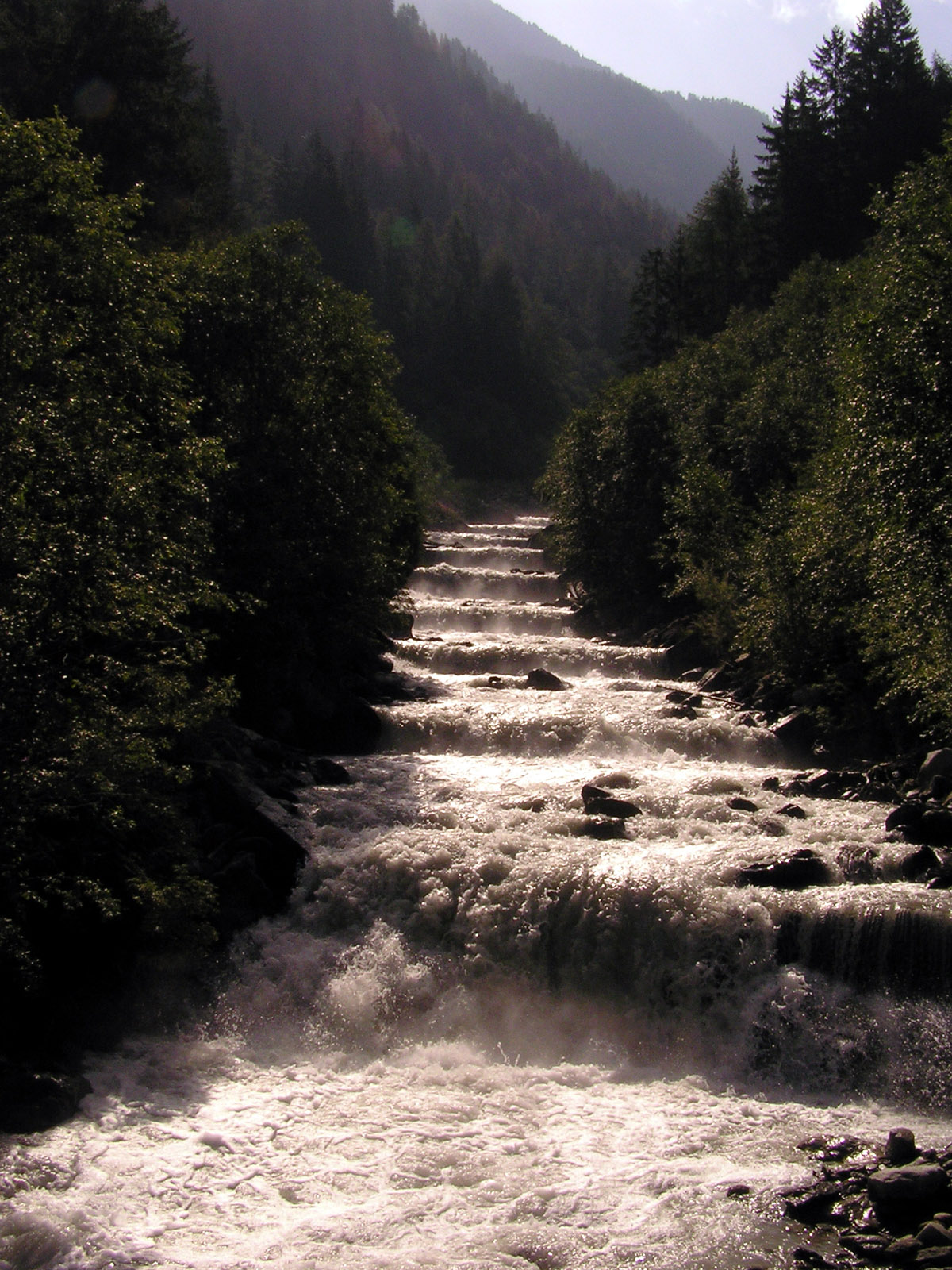
Rio Solda
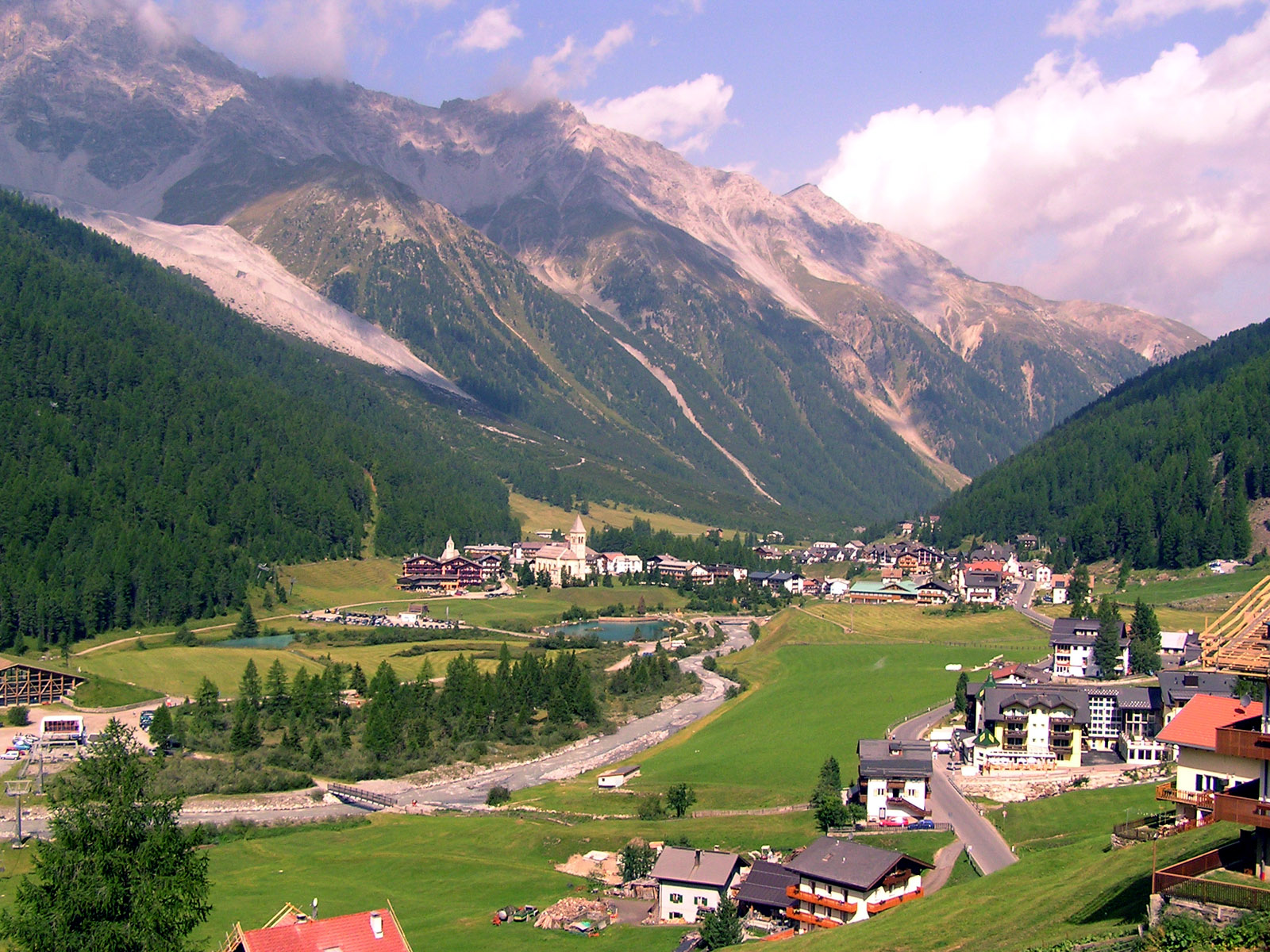
Vista di Solda durante l'estate

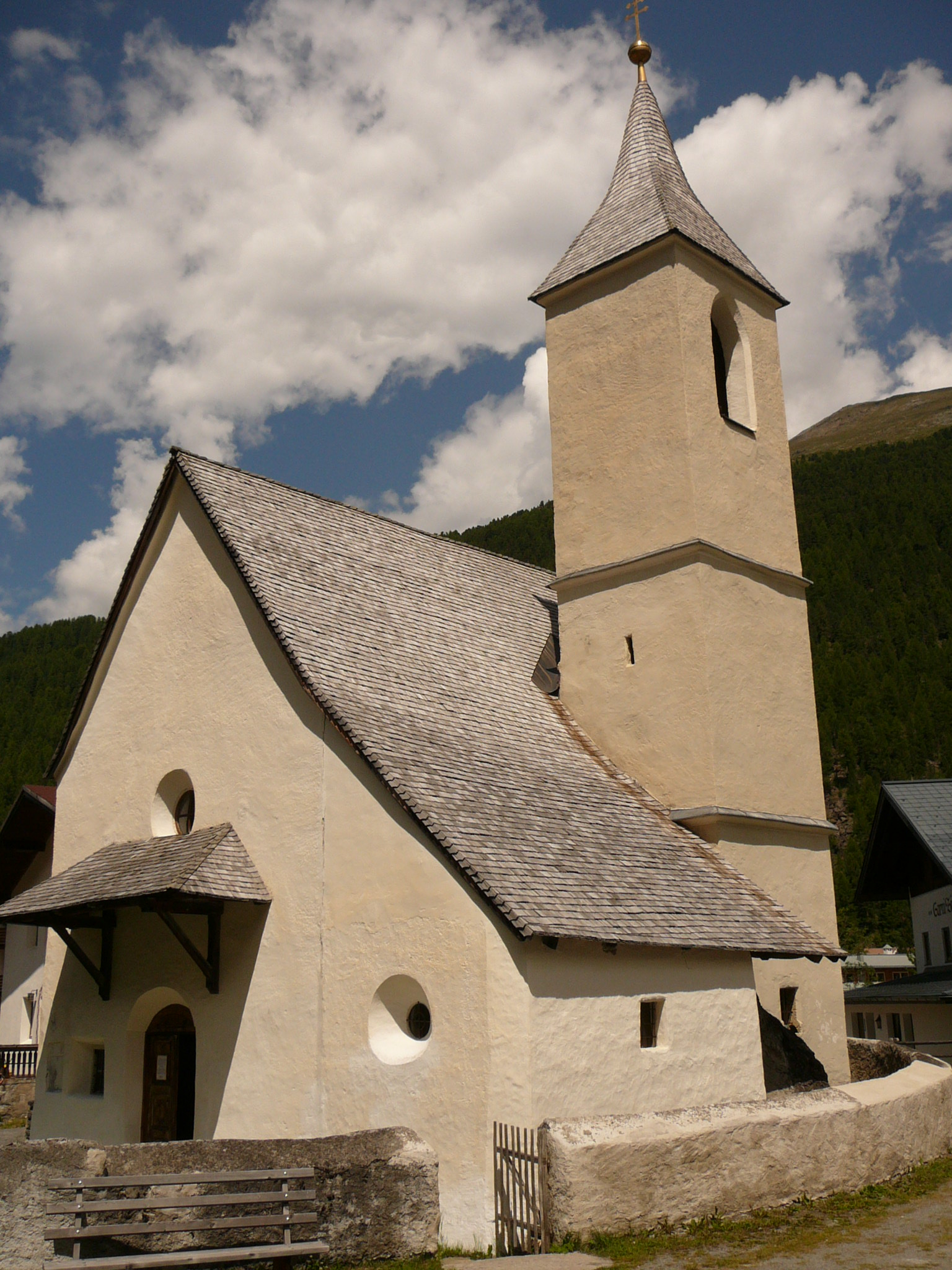
La chiesa vecchia
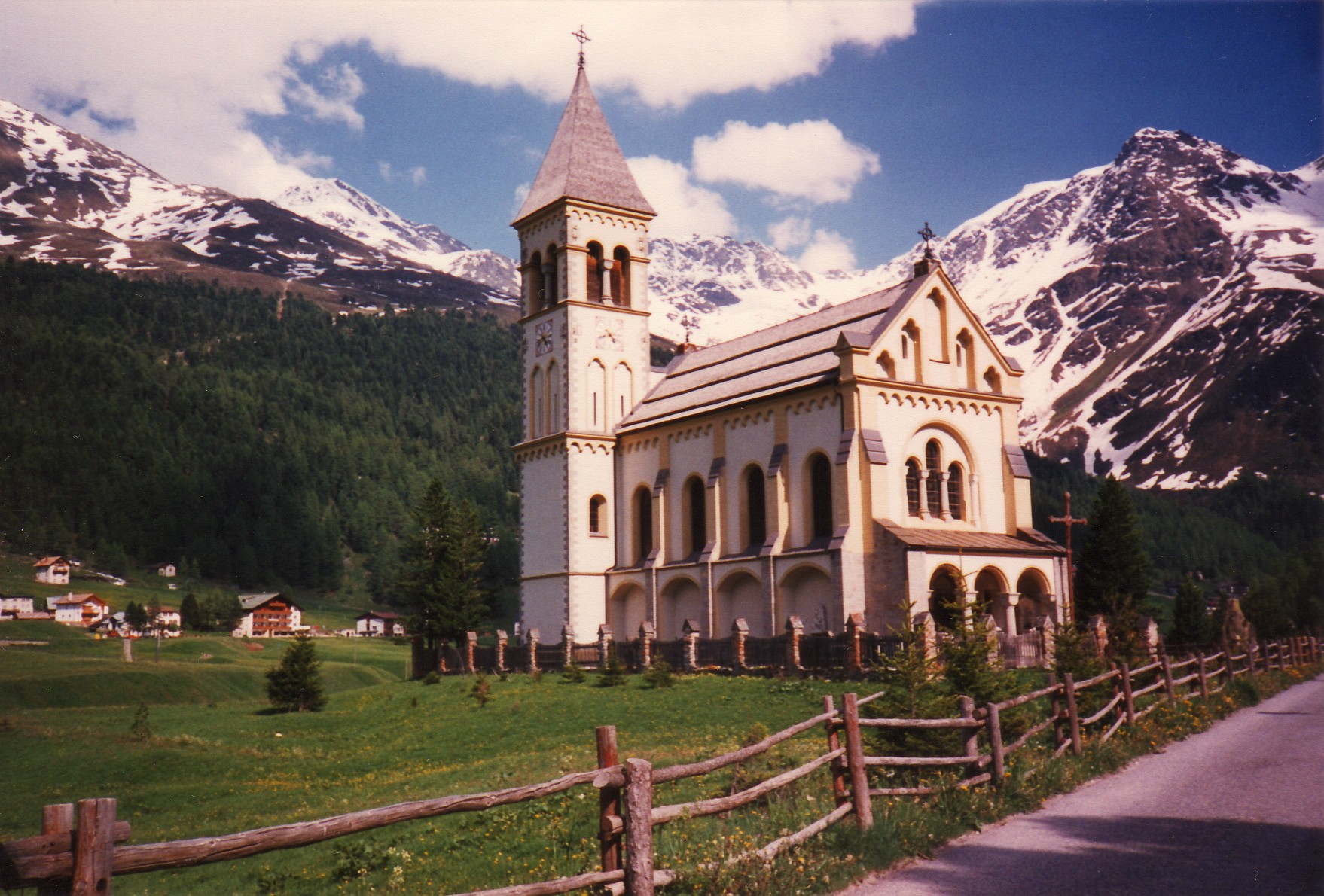
La chiesa nuova